# Shoko Yoshimura
Shoko Yoshimura –en japonés: 吉村祥子, Yoshimura Shōko– (14 de octubre de 1968) es una deportista japonesa que compitió en lucha libre. Ganó nueve medallas en el Campeonato Mundial de Lucha entre los años 1987 y 1996.

## Palmarés internacional
| Campeonato Mundial | Campeonato Mundial  | Campeonato Mundial | Campeonato Mundial |
| Año                | Lugar               | Medalla            | Categoría          |
| ------------------ | ------------------- | ------------------ | ------------------ |
| 1987               | Lørenskog (Noruega) | Medalla de bronce  | 44 kg              |
| 1989               | Martigny (Suiza)    | Medalla de oro     | 44 kg              |
| 1990               | Luleå (Suecia)      | Medalla de oro     | 44 kg              |
| 1991               | Tokio (Japón)       | Medalla de bronce  | 44 kg              |
| 1992               | Lyon (Francia)      | Medalla de plata   | 44 kg              |
| 1993               | Stavern (Noruega)   | Medalla de oro     | 44 kg              |
| 1994               | Sofía (Bulgaria)    | Medalla de oro     | 44 kg              |
| 1995               | Moscú (Rusia)       | Medalla de oro     | 44 kg              |
| 1996               | Sofía (Bulgaria)    | Medalla de bronce  | 44 kg              |